# Daintree Crossing
Daintree Crossing ist ein Gebirgspass an der Budd-Küste des ostantarktischen Wilkeslands. Auf der Clark-Halbinsel führt er von der Wilkes-Station im Südwesten bis zur Stevenson Cove im Nordosten.
Australische Wissenschaftler benannten ihn wegen der hier vergleichsweise üppigen Vegetation nach dem Daintree-Nationalpark.